# Matabaro
Matabaro, ou Les Aventures de Matabaro, est une série de bande dessinée africaine, une des plus anciennes bandes dessinées d'Afrique francophone. 
Elle paraît au Rwanda, en langue kinyarwanda, dans les revues Kinyamataka et Hobe, simultanément ou alternativement, de 1954 aux années 1970. 
Elle conte les aventures ou mésaventures humoristiques de Matabaro, un garçon espiègle dans l'Afrique coloniale et postcoloniale. 
Matabaro est selon les historiens de la bande dessinée africaine un personnage mythique de la littérature d'enfance et de jeunesse du Rwanda.

## Résumé
Matabaro, également appelé Mata-Baro au début de la série, est un nom qui signifie « le brave », « le hardi », « celui qui est en tête ». C'est un jeune garçon, qui aime sa nombreuse famille.
Les aventures de ce garçon espiègle et rusé sont à caractère humoristique et moralisateur. Les thèmes sont généralement l'enfance, le village, l'exode rural, la ville, les voyages. 
L'objectif de ses aventures est l'amusement et l'éducation des jeunes lecteurs.

## Historique
La série est d'abord publiée dans le journal Kinyamateka sous l'impulsion des missionnaires catholiques, à partir de janvier 1954, puis elle paraît dans le supplément jeunesse ce cette revue. Elle paraît aussi dans la revue pour jeunes Hobes dès son premier numéro en 1955. Elle est alors publiée simultanément dans les deux revues, puis dans Hobes uniquement,.
La parution continue au moins jusque dans les années 1970 et aurait même duré plus de quarante ans, longévité exceptionnelle en Afrique francophone. 
Elle comporte à l'origine dix cases par planche, sans bulles, avec le texte en-dessous des cases,. Les textes sont en kinyarwanda.
Selon l'historien Faustin Nyangezi Rwamfizi, Matabaro, le personnage principal, est un personnage mythique de la littérature d'enfance et de jeunesse du Rwanda.
Il est à noter que dans le même journal Kinyamateka, le prêtre catholique rwandais Alexis Kagame avait déjà publié Matabaro ajya Iburayi (« Le voyage de Matabaro en Europe ») entre juin 1938 et mars 1947.

## Auteurs
Peu de planches de cette série sont signées. Les premières planches sont dues au dessinateur Pivet, probablement un européen, qui est l'auteur des dessins jusqu'à l'indépendance du Rwanda en 1962. Faustin Nyangezi Rwamfizi souligne la qualité des dessins de Pivet et son trait clair. Florent Couao-Zotti juge que Pivet adopte la ligne claire, « sans ombre ni surcharge, avec des contours précis qui confèrent à l'image une netteté éclatante, proche du naïf ».
Le scénario des premières planches est signé par un Congolais, Bonaventure Mbula, qui est alors séminariste. Il quitte ensuite le Rwanda pour retourner au Congo, où il est rédacteur en chef de l'hebdomadaire La Presse africaine. Il est surnommé Bwanaceko ce qui signifie l'homme qui fait rire ou qui aime rire.